# Byškovice
Byškovice jsou vesnice, část města Neratovice v okrese Mělník ve Středočeském kraji. Nachází se na jihozápadě Neratovic, necelé dva kilometry od centra města. Byškovicemi probíhá silnice I/9. Je zde evidováno 159 adres. Trvale zde žije 291 obyvatel. V Byškovicích se nachází Základní škola Byškovice a fotbalový klub TJ Byškovice. Byškovice jsou také název katastrálního území o rozloze 5,68 km², do nějž patří i část Horňátky.

## Historie
První písemná zmínka o vesnici pochází z roku 1342.

## Obyvatelstvo
| Rok            | 1869 | 1880 | 1890 | 1900 | 1910 | 1921 | 1930 | 1950 | 1961 | 1970 | 1980 | 1991 | 2001 | 2011 | 2021 |
| -------------- | ---- | ---- | ---- | ---- | ---- | ---- | ---- | ---- | ---- | ---- | ---- | ---- | ---- | ---- | ---- |
| Počet obyvatel | 323  | 352  | 369  | 419  | 429  | 509  | 716  | 376  | 341  | 351  | 322  | 278  | 291  | 327  | 382  |
| Počet domů     | 45   | 52   | 57   | 62   | 70   | 83   | 140  | 110  | 110  | 99   | 96   | 104  | 100  | 106  | 127  |

## Obecní správa
Při sčítání lidu v letech 1850–1960 Byškovice byly samostatnou obcí v okrese Mělník. Od 10. června 1960 jsou částí města Neratovice v okrese Mělník. V letech 1850–1960 k obci patřily Horňátky.

## Území, stavby, aktivity
U Družstevní ulice stojí památkově chráněná kaplička, která byla v roce 2013 zrestaurována.

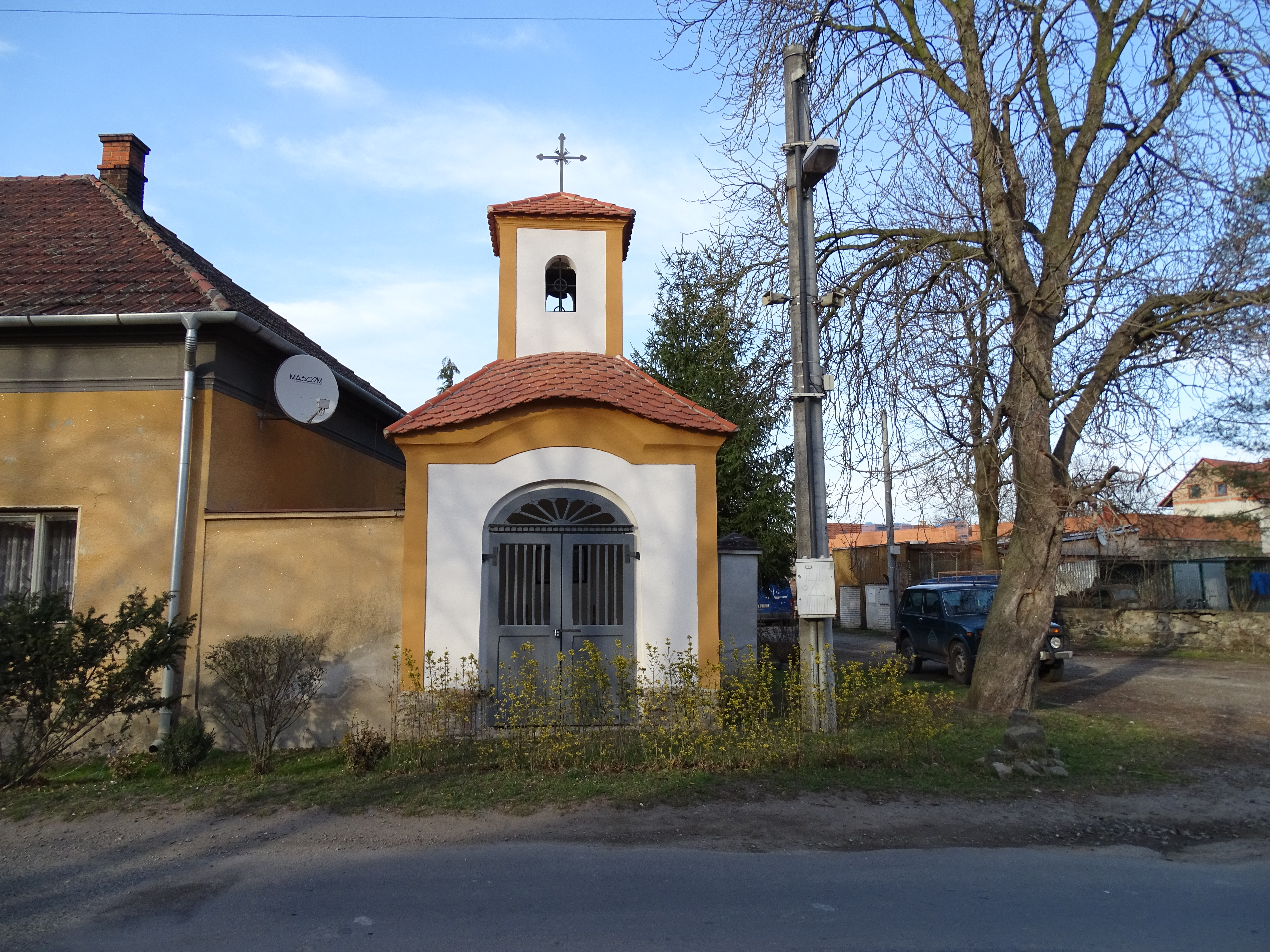
Kaplička na Družstevní ulici

Sklad na obilí a jinou zemědělskou činnost na konci Družstevní ulice byl vybudován v roce 1930, v současné době[kdy?] je v rekonstrukci.
Hostinec u Pražské ulice (silnice I/9) stojí od roku 1933, v současné době[kdy?] je v rekonstrukci.
Ve vesnici se nachází též jeden rybník a dva menší rybníčky. V centru vsi začíná Byškovický potok, přítok Korycanského potoka.
U Byškovické ulice se nachází menší základní škola. Kromě vzdělávacího programu běžné základní školy zde uplatňuje též vzdělávací program pro děti s lehkým mentálním postižením (program Přátelská škola) a s těžkým mentálním postižením (speciální škola) a funguje též jako komunitní středisko pro děti. V minulosti se účastnila též programu pro zařazení dětí ze sociálně vyloučených lokalit do hlavního vzdělávacího proudu.
V Byškovicích se nachází menší sportovní areál s fotbalovým hřištěm a s vlastním fotbalovým klubem TJ Byškovice. Na Den dětí se v tomto areálu konají různé sportovní aktivity, např. skok v pytli, běh, střílení do plechovek atd.

## Doprava
Přes Byškovice prochází silnice I/9 jako Pražská ulice. Do Neratovic odbočuje Byškovická ulice, směrem k Horňátkům a Korycanům vede Družstevní a na ni navazující Větrná ulice.

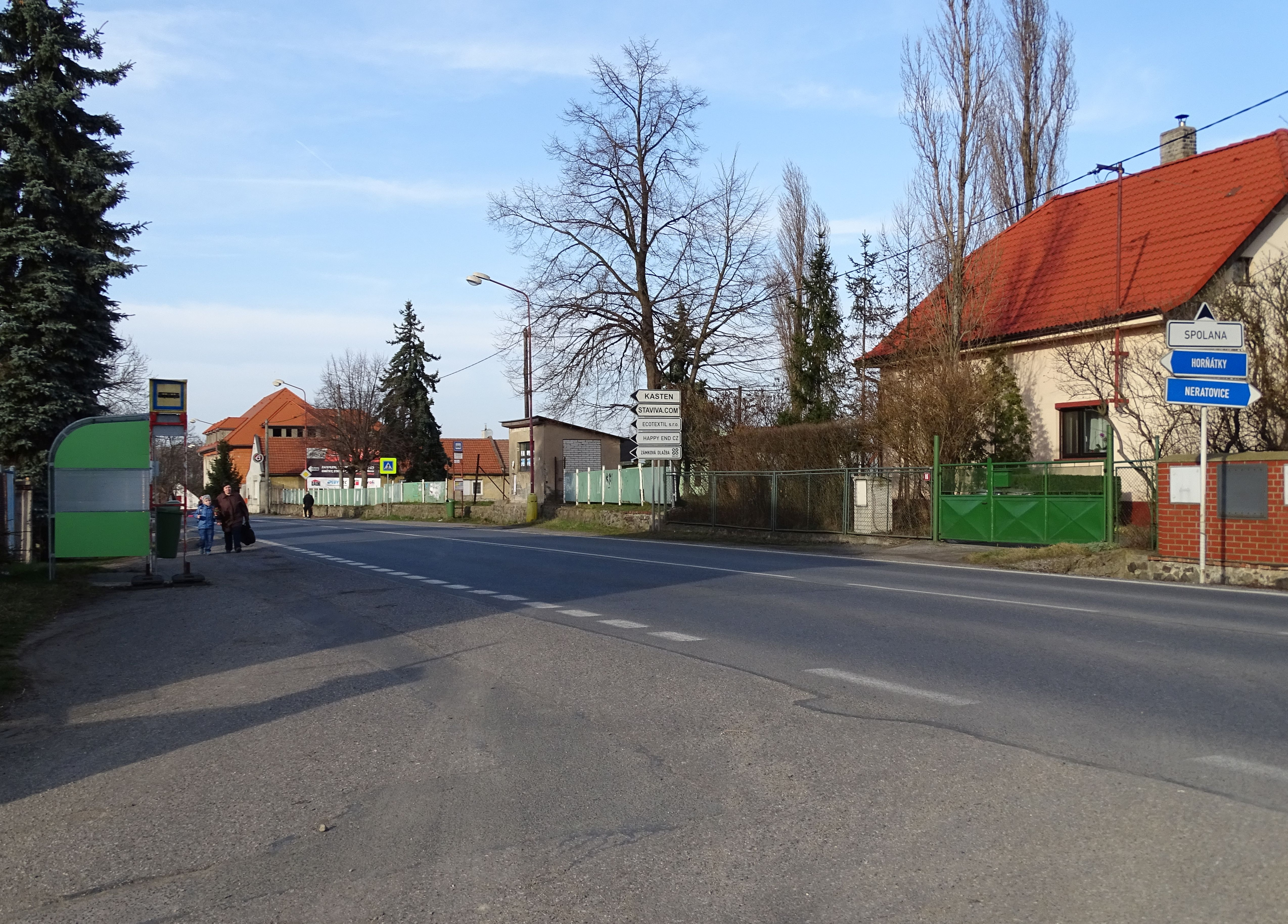
Autobusové zastávky na ulici Pražská

Po silnici I/9 projíždějí meziměstské autobusové linky směrem na Mělník, Českou Lípu a Rumburk, v Byškovicích však zastavují pouze linky regionálního charakteru. Přes Byškovice jedou a zastavují zde také některé z linek mezi Prahou a Neratovicemi. Z Neratovic směrem na Horňátky a Korycany jezdila přes Byškovice linka neratovické městské autobusové dopravy č. 2 (256002).
První vlna integrace do PID zasáhla Byškovice 30. září 2001, kdy byla zavedena linka 418 Odolena Voda – Libiš, další 15. prosince 2002, kdy byla zavedena linka 348 z Prahy do Kralup nad Vltavou. Obě provozovala společnost ČSAD Střední Čechy a.s., která provozovala i některé neintegrované linky na Mělnicko (125732 Praha–Mělník, 155731 Praha–Mělník–Štětí, 250027 Praha–Libiš–Mělník)

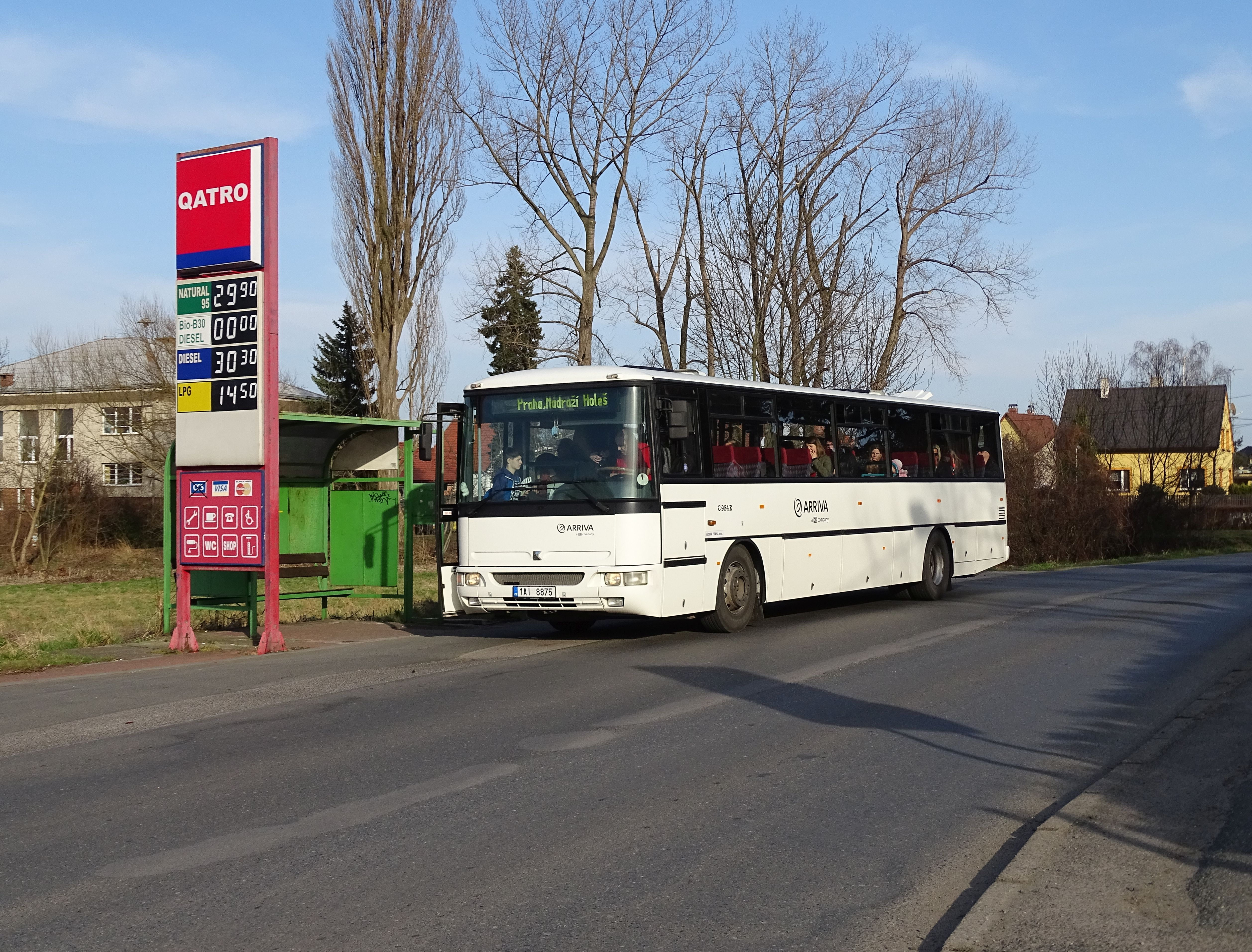
Autobus Karosa C 954 společnosti Arriva v zastávce Byškovická (2015)

Dominantním autobusovým dopravcem v okolí Neratovic a provozovatelem neratovické MHD byl od 90. let soukromý dopravce NERABUS, který v roce 2009 zanikl fúzí se společností Veolia Transport Praha a ta se v roce 2013 přejmenovala na Arriva Praha. Linky zděděné po Nerabusu dlouho odolávaly začlenění do integrovaných dopravních systémů, až v dubnu 2015 byla dopravní obsluha včetně neratovické MHD začleněna do Pražské integrované dopravy.
Od 7. dubna 2015 v Byškovicích zastavují páteřní linky PID č. 349 a 369 dopravce ČSAD Střední Čechy, jedoucí po silnici č. 9 mezi Prahou a Mělníkem, a páteřní linka PID č. 348 dopravce Arriva Praha mezi Prahou a Neratovicemi, pokračující přes Obříství do Zálezlic, resp. Kozárovic. Neratovická městská linka č. 256002 byla nahrazena linkou PID č. 479 dopravce Arriva Praha. V Byškovicích tak zůstala zachována jediná nezaintegrovaná linka ČSAD Střední Čechy: 250018 Praha–Mšeno s jedním párem nedělních spojů a jedním brzkým ranním spojem do Prahy v pracovní den.
Na hlavní, Pražské ulici se nachází pár zastávek s názvem Neratovice, Byškovice. Na Byškovické ulici je pár zastávek s názvem Neratovice, Byškovická. U začátku Družstevní ulice poblíž zastávky na hlavní silnici se nacházejí zastávky Neratovice, Byškovice, Družstevní, v západní části vsi ve Větrné ulici zastávka Neratovice, Byškovice, Větrná.